# Осте Ерцег
Осте Ерцег (Горњи Ракани, Босански Нови, 23. март 1947 — Нови Град, 4. јун 2025) био је српски сликар из Босне и Херцеговине.

## Биографија
Свој живот започео је у родним Горњим Раканима где је завршио основну школу, а Гимназију 1966. године у Босанском Новом. Сликарством почиње да се бави 1967. године. Дипломирао је на Вишој текстилно - хемијској школи у Загребу 1972. године. Од 1973. године ради као инжењер бојења у Творници текстила "Трико" у Градишци, а од 1979. године у творници трикотаже и конфекције "Сана" у Босанском Новом. Од 1986. до 1990. године похађа и сликарски курс код професора Академије уметности у Београду Бошка Карановића. 1998. године заједно са Мирком Згоњанином, Данком Дамјановић, Мирјаном Дрљачом и Слободаном Микићем покреће и обнавља Ликовну колонију "Ракани" која је до тад била прекинута у периоду од 10 година. Осте Ерцег је био ожењен, живео је у Новом Граду и био је отац две кћерке Јелене и Тање. Поред сликарства којим се бави, Осте је и власник једне златарске радње у Костајници.
Преминуо је у Новом Граду, 4. јуна 2025. године.

## Сликарство
Он већ четрдесет година слика само јагодицама прстију. Овај специфичан стил га је довео до спознаје сликарства и уметности на један сасвим други начин, где се уметник стапа са својим делом не само на духовном, већ и на физичком плану. Свака Остина слика је његов лични печат и печат момента и времена у коме је настала. Његово сликарство обедињује у себи принципе изворног експресионизма и фовистичку боју. Већ у раним радовима налазимо оно најбоље из њемачке групе Плави јахач. Он највише слика са јарким бојама, плава боја код Осте представља духовност, жута радост, док црвена симболизује сукобе. Слично Шагаловој уметности и Осте се ослања на оно што памти од предака и често су му радови прожети посебном симболиком. Међутим, не опонаша никога већ има свој специфичан Ерцегов "стил". Кроз његове слике највећим делом је изражена љубав према родном крају, односно родним Раканима, док се један дио односи и на ратна и поратна сећања. Осте сурову стварност живота надограђује сновиђењима лирског испричаног са изузетним експресивним приступом сликарству. То је управо циљани танани прелаз којим не упада у замку дионизијског у слици. По свом унутрашњем диктату Осте у слици "Босански лонац" опомиње да никад не дозволимо да се деси и "Балкански лонац". Осим класичних формата, овај сликар највише слика минијатуре прожете модерним сликарским стиловима које обилују дубоким мислима и мноштвом боја. Осте је у овим сликама показао да као врстан сликар зна да преточи своја осећања на платно, јасно и упечатљиво да би свакога оставио под јаким утиском. Многе Остине слике су широј публици још довољно непознате па ће валоризација његових радова трајати вековима. У својој колекцији поседује 500 слика од којих се преко 100 слика налази расуто од Аустралије до Америке.

## Критике
О Ерцеговом сликарском стилу и његовим сликама најбоље описе дали су историчар уметности Данка Дамјановић и академик Енвер Манџић. У свом делу "Сликано пером" Данка Дамјановић пише:
У Билтену Босанског културног центра Академик Енвер Манџић о Ерцегу говори:
У каталогу изложбе "Сусрет" историчар уметности и професор др сци Синиша Видаковић пише:

## Награде
5. међународна изложба "Мославачке минијатуре", Хрватска, Поповача - Једна од три равноправне награде

## Изложбе
Самосталне изложбе
- 1994. Галерија Завичајног музеја, Нови Град
- 1994. Музеј "Краља Петра Мркоњића", Мркоњић Град
- 2000. Галерија Завичајног музеја, Нови Град
- 2006. Босански културни центар, Тузла
- 2009. Галерија Приједор, Приједор
- 2011. Галерија Приједор, Приједор
- 2012. Сала Скупштине, Костајница
- 2015. Градска галерија, Бихаћ
- 2016. Културни центар, Градишка
- 2015. Галерија завичајног музеја, Нови Град
- 2018. Заједничка зложба Осте Ерцега и Сање Кулиш, Костајница

Колективне изложбе
- 1985. Галерија Завичајног музеја, Новљански ликовни салон Нови Град
- 1986. Галерија Завичајног музеја, Новљански ликовни салон Нови Град
- 1987. Галерија Завичајног музеја, Новљански ликовни салон Нови Град
- 1988. Галерија Завичајног музеја, Новљански ликовни салон Нови Град
- 1989. Галерија Завичајног музеја, Новљански ликовни салон Нови Град
- 2005. 3. Бијенале умјетности минијатуре БиХ Тузла, Сарајево, Мостар, Бихаћ, Немачка
- 2007. 4. Бијенале умјетности минијатуре БиХ Тузла, Брчко, Сарајево, Бихаћ
- 2009. 5. Бијенале умјетности минијатуре БиХ Тузла, Брчко, Сарајево, Бихаћ
- 2011. 6. Бијенале умјетности минијатуре БиХ Тузла, Брчко, Сарајево, Бихаћ
- 2013. 7. Бијенале умјетности минијатуре БиХ Тузла
- 2014 12. међународни бијенале уметности минијатуре, Горњи Милановац
- 2014 5. међународна изложба "Уметност у минијатури", Мајданпек, Београд, Петровац на Млави
- 2015 2. међународна изложба "Мославачке минијатуре", Поповача, Книн, Петриња
- 2015 6. међународна изложба "Уметност у минијатури", Мајданпек, Београд, Петровац на Млави
- 2015. 14. Интернационална ликовна колонија за дјецу центра "Дуга" Бихаћ
- 2015. 8. Бијенале умјетности минијатуре БиХ Тузла
- 2016. 13. Међународно бијенале умјетности минијатуре Горњи Милановац
- 2015. 14. Интернационална ликовна колонија за дјецу центра "Дуга" Бихаћ
- 2016. 7. међународна изложба "Умјетност у минијатури" Мајданпек, Београд, Петровац на Млави
- 2017. 4. међународна изложба "Мославачке минијатуре" Хрватска
- 2017. 8. међународна изложба "Умјетност у минијатури" Мајданпек, Београд, Петровац на Млави
- 2017. 9. Бијенале умјетности минијатуре БиХ Тузла
- 2017. 4. Мославачка ликовна колонија Хрватска, Поповача
- 2017. 1. Ликовна колонија "Пирало" БиХ/РС Костајница
- 2018. 5. међународна изложба "Мославачке минијатуре", Хрватска, Поповача
- 2019. 10. међународна изложба "Умјетност у минијатури" МајданАрт Мајданпек, Србија
- 2019. 1. Фестивал умјетности "АртНовум" Нови Град Република Српска Нови Град
- 2019. 10. Бијенале умјетности минијатуре БиХ Тузла
- 2019. 6. међународна изложба "Мославачка колонија" Хрватска
- 2020. 15. међународно бијенале умјетности минијатуре Горњи Милановац, Србија
- 2020. 1. међународна онлајн изложба "Мајданарт"
- 2021. Међународно бијенале фестивал умјетности минијатуре БиХ Тузла
- 2023. 10. Групна изложба слика "10 година с Вама" Лудвиг дизајн Хрватска, Загреб
- 2023. Изложба "Умјетност слободног ума" Лудвиг дизајн Хрватска, Загреб
- 2023. Изложба "Слике и снови" Хрватска, Загреб
- 2023. 12. Бијенале умјетности минијатуре БиХ Тузла
- 2024. Изложба "Визуални пут слободе" Лудвиг дизајн Хрватска, Загреб
- 2024. 17. међународно бијенале умјетности минијатуре Горњи Милановац, Србија
- 2025. Групна изложба слика "Платна која говоре" Лудвиг дизајн Хрватска, Загреб

## Новински чланци
- 12. 03. 2000. - Ослобођење, стр 13. Чудновати свијет Осте Ерцега
- 13. 04. 2000. - Глас српски, стр 14. Крст тјескобе
- 03. 07. 2000. - Независне, стр 17. Кадија те тужи кадија ти суди
- 07. 04. 2006. - Глас српски, стр 19. Портрети обојени љубављу
- 15. 06. 2006. - Ослобођење, стр 24. Слике Осте Ерцега
- 15. 11. 2009. - Независне, стр 15. Отворена изложба слика Осте Ерцега
- 16. 11. 2009. - Глас српски, стр 27. Лирско испричано ликовним језиком
- 13. 01. 2012. - Блиц, стр 28. Необични умјетник Осте Ерцег ствара прстима
- 12. 02. 1994. - Глас српски, Изложба Осте Ерцега

## Књиге
- Данка Дамјановић, "Сликано пером", 2006., Осте Ерцег, стр. 153
- Милан Балабан, "Минута шутње", 2010., Душа у Јагодицама прстију, стр. 44
- Милан Балабан, "Времеплов наших чуда", 2012., стр. 74
- Милан Балабан, "Чаршија које више нема", 2010., Скривена сликарева тајна Осте Ерцега, стр. 51
- Енвер Манџић, "Огледи: ликовне критике, прикази, осврти", 2020., Осте Ерцег, стр. 82
- Свјетионик: [зборник сабраних умјетничких дјела Групе Култура и супкултура Новљана 2019/2020]; уредници Недим Арнаутивић, Пашић Бодирога Нада, Плавшић Зоран, Плавуљ Харис, Средић Кристина и Ракановић Емил; О Ости Ерцегу, стр. 99
- Група аутора, "Ко је ко у БиХ 2018-2022.", Биографски лексикон, друго измијењено и допуњено издање у два тома

## Галерија
- Стојан Ћелић, 2013. комбинована ручно - компјутерска техника на картону, власништво аутора
- Гароњин рог, 2010. уље на картону, власништво приватне галерије "ГМ" Тузла
- Супетар на Брачу, 1987. уље на картону, власништво Давор Рукавина и др мр сци Татјана Ерцег Рукавина

## Линкови
- Осте Ерцег: "40 година сликам само прстима"
- Изложба слика у Приједору
- Познате личности - Нови Град Архивирано на веб-сајту  (10. јул 2013)
- Списак учесника - 3. бијенале умјетности минијатуре БиХ
- Списак учесника - 12. међународно бијенале умјетности минијатуре Горњи Милановац
- Списак учесника - 7. међународно бијенале умјетности минијатуре Тузла
- Списак учесника 5. међународне изложбе "Уметност у минијатури" Мајданпек
- Осте Ерцег је поводом обиљежавања годишњице погрома српског становништва са Косова и Метохије поклонио уметничку слику музеју у Косовској Митровици
- Изложба Осте Ерцега у Бихаћу Архивирано на веб-сајту  (14. август 2015)
- Списак учесника 6. међународне изложбе "Уметност у минијатури" Мајданпек
- Изложба 2. Мославачке минијатуре, Осте Ерцег, Црна рупа у космосу
- Списак учесника - 13. међународно бијенале умјетности минијатуре Горњи Милановац
- Слика Осте Ерцега пред публиком у Градишкој Архивирано на веб-сајту  (6. октобар 2016)
- Фантастична игра боја на сликама Осте Ерцега
- Отворена изложба Осте Ерцега у Новом Град
- Слика Осте Ерцега одабрана за 9. бијенале БУМ БиХ
- Списак учесника 8. међународна изложба "Умјетност у минијатури" Мајданпек
- Прва ликовна колонија "Пирало" Костајница 2017.
- Отворена изложба Осте Ерцега и Сање Кулиш у Костајници
- 6. међународна изложба "Мословачка колонија"
- Списак аутора који ће излагати на 10. бијеналу уметности минијатуре БиХ
- Уручење признања поводом Дана и крсне славе општине Нови Град Архивирано на веб-сајту  (16. децембар 2019)
- Списак учесника 15. Међународног бијенала уметности минијатуре Горњи Милановац
- Осте Ерцег на групној изложби слика у Загребу
- Осте Ерцег са сликом "Ђулови" на изложби у Загребу
- Осте Ерцег међу учесницима на изложби у Тузли
- Признање за Осту Ерцега поводом дана општине Нови Град Архивирано на веб-сајту  (16. децембар 2019)
- Осте Ерцег са сликом "Дјеца" на изложби у Загребу